# 讀祝官
讀祝官，中國古代官職之一。在清朝，此官職品等為正七品。該官職配置於掌壇廟祭祀的太常寺，主要為禮部官員轉任或兼任。主要為祝文宣讀。1910年代，清朝滅亡後，該官職廢除。